# Porno Riviste
Porno Riviste, également stylisé Pornoriviste, est un groupe italien de punk rock, actif entre 1984 et 2009 et entre 2012 et 2015.

## Histoire
Le groupe se forme en 1992 à Venegono Superiore et est à l'origine composé de Tommi Marson, Marco Mortillaro et Filippo Vegezzi (créateur du nom). La formation finale se forme avec l'ajout d'Umberto Faganelli, « Rambo » et Daniele Marceca « Dani ». Plus tard, Rambo cède la place à Alberto Bregolin « Becio ». Leurs premiers morceaux sont publiés sur la cassette démo Chi non combatte cade (c.n.c.), en décembre 1995. Peu après, Sogni e incubi est produit. A partir de ce travail, ils sont produits par Tube Records. En 1997, Cosa facciamo ? sort. Une tournée suit en Vénétie, Ligurie, Piémont, Émilie-Romagne, Suisse et Lombardie, partageant souvent la scène avec des groupes tels que Punkreas.
En 1999, ils enregistrent un split avec Pay et se consacrent à leur deuxième œuvre : Until the End. Immédiatement après la sortie du CD, le batteur Rambo est remplacé par Becio, anciennement de KillJoint. La même année, la réédition de Sogni e Incubi sort et certains de leurs morceaux sont publiés dans des compilations et sur le sampler Rock Sound de février 2000. En 2001, l'album Codice a sbarre sort,, suivi d'un accord d'organisation de concerts avec Bloom Agency, qui les amène à donner une centaine de concerts en un an et demi.
Le 18 mai 2007, ils sortent, en même temps qu'une tournée, l'album La seconda possibilità, composé de onze titres.
En 2009, ils annoncent une pause qui dure jusqu'en février 2012, date à laquelle le groupe annonce la sortie de l'album Le Funebri Pompe. L'œuvre, mise en vente le 27 mars suivant et éditée par Gianluca Amendolara, voit Kino remplacer Dani à la guitare, qui préfère se consacrer à son nouveau groupe, Yokoano. Entre-temps, la formation s'enrichit d'un guitariste supplémentaire, Stefano « Loste » Morandini, qui, après avoir enregistré quelques titres de l'album, laissera la place à Kino, qui achèvera les enregistrements et participera à la tournée qui suivra.

## Discographie

### Albums studio
- 1997 : Cosa facciamo?
- 1999 : Fino alla fine
- 2000 : Sogni, incubi e...la cosa inutile
- 2001 : Codice a sbarre
- 2003 : Tensione 16
- 2007 : La seconda possibilità
- 2012 : Le Funebri Pompe

### Split
- 1999 : Porno Riviste / Pay

### Démos
- 1995 : CNCC
- 1996 : Sogni e incubi